# 장카송고 반자
장카송고 반자(Jean-Kasongo Banza, 1974년 6월 26일 ~ 2024년 6월 7일)는 콩고 민주 공화국 출신의 외국인 선수이다. 1997년 전남 드래곤즈와 천안 일화 천마에서 활약하였다. 콩고 민주 공화국 축구 국가대표팀 출신이다.